# Отт, Арнольд
Арнольд Отт (фр. Arnold Ott; 6 декабря 1840, Веве, кантон Во — 30 сентября 1910, Люцерн) — швейцарский поэт, драматург, литературный критик, врач.

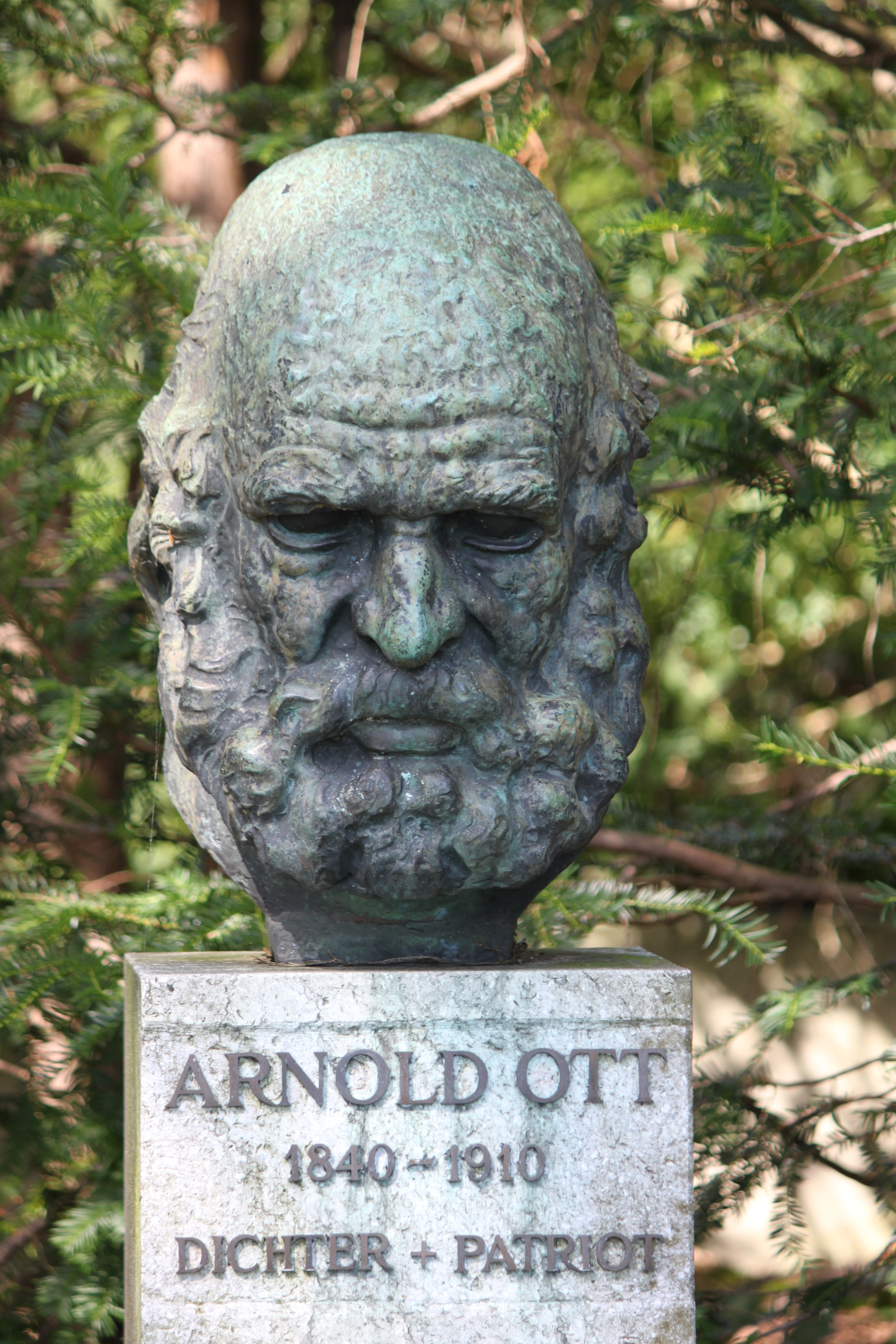
Бюст Арнольда Отта в Люцерне

## Биография
Изучал медицину и химию в Тюбингене. Во время франко-прусской войны 1870 года работал врачом в больнице в Карлсруэ.
С 1871 по 1873 год продолжил стажироваться как специалист по глазным болезням в Париже и Вене. С 1875 года работал по совместительству театральным и литературным критиком.

## Избранные сочинения
- Agnes Bernauer. Historisches Volksschauspiel mit Musik in 5 Akten. Bonz, Stuttgart 1889.
- Rosamunde. Trauerspiel. Kaiser, Bern 1892.
- Grabesstreiter. Eine Sagentragödie. Keller-Verlag, Luzern 1898 Digitalisat Über den mittelalterlichen Kreuzfahrer Emicho.
- Gedichte. F. Fontane & Co., Berlin 1902